# Histology & Histopathology
Histology & Histopathology (subtitel Cellular and molecular biology) is een internationaal, aan collegiale toetsing onderworpen wetenschappelijk tijdschrift op het gebied van de histologie en pathologie. De naam wordt in literatuurverwijzingen meestal afgekort tot Histol. Histopathol. Het tijdschrift wordt door verschillende Spaanse organisaties gesteund, waaronder de Universiteit van Murcia.